# برایان کاتر
برایان کاتر (انگلیسی: Brian Caterer; ۳۱ ژانویهٔ ۱۹۴۳ – ۲۱ ژانویهٔ ۲۰۱۰) بازیکن فوتبال اهل بریتانیا بود.
از باشگاه‌هایی که در آن بازی کرده‌است می‌توان به باشگاه فوتبال میدنهد یونایتد، باشگاه فوتبال ساوتال، باشگاه فوتبال لیترهید، باشگاه فوتبال برنتفورد، باشگاه فوتبال چشام یونایتد، و باشگاه فوتبال اوکسبریج اشاره کرد.